# Brejões
Brejões is een gemeente in de Braziliaanse deelstaat Bahia. De gemeente telt 12.446 inwoners (schatting 2009).